# Farol de Sabinal
O farol de Sabinal é um farol situado na reserva natural da Ponta Entinas-Sabinar, no município do Ejido El Ejido, na província de Almeria, Andaluzia, Espanha. Está gerido pela Autoridade Portuária de Almeria.

## História
Começou a sua actividade em 1863, mas em 1915 entrou em funcionamento outro farol provisório enquanto transladava-se a original pedra a pedra 400 metros mais adentro. Este novo farol inaugurou-se em 1926, que sofreu um terramoto em 1956, causando grandes danos à estrutura da torre.